# Шамс-ад-Дин Ильяс-шах
Шамс-ад-Дин Ильяс-шах (бенг. শামসুদ্দীন ইলিয়াস শাহ) (? — 1358) — первый султан Бенгалии и основатель династии Ильяс-шахов (1342—1358). Династия Ильяс-шахов просуществовала почти сто пятьдесят лет . Мусульманин-суннит из Систана. Он объединил регион Бенгалия в исламское государство в течение XIV века. Известный в народе как Ильяс-шах, он вел военные кампании по всей восточной части Индийского субконтинента и победил правителей Дели, Сонаргаона, Сатгаона, Непала, Ориссы и Ассама. Из своей столицы в Пандуа он предпринимал военные кампании до долины Катманду, Варанаси, Горакхпура, Чампарана и Каттака. Его походы рассматривались как «завоевание мира» в контексте средневековой Индии. Ильяс-шах был описан как бенгальский эквивалент Александра или Наполеона.
Бенгальский султанат, основанный Ильяс-шахом, стал одной из ведущих дипломатических, экономических и военных держав на субконтиненте. Основанная им династия правила Бенгалией на протяжении 125 лет. Ильяс-шах и его преемники приняли индоарийскую традицию и адаптировались к бенгальской культуре и обществу. Их государство было плавильным котлом для мигрантов со всего мусульманского мира. Оно сыграла ключевую роль в развитии Бенгальского мусульманского общества. Ильяс-шах сформировал инклюзивную и плюралистическую администрацию. Его самое важное наследие — это первое независимое объединенное бенгальское государство под мусульманским правлением .

## Ранняя жизнь
Шамс-ад-Дин Ильяс родился в аристократической семье в провинции Систан (Восточный Иран и Южный Афганистан). Вначале служил делийским султанам. Затем он мигрировал в Бенгалию и стал служить Иззуддину Яхье (1328—1338), султанскому губернатора провинции Сатгаон.

## Объединение Бенгалии
К середине XIV века, три мусульманина города-государства появились в Бенгалии после провозглашения независимости от Делийского султаната: Лакхнаути (древняя Гауда) в Северной Бенгалии, Сонаргаон в Восточной Бенгалии и Сатгаон в Южной Бенгалии. В 1338 году после смерти Иззуддина Яхьи Ильяс провозгласил себя султаном Сатгаона с титулом Шамс-ад-Дина Ильяс-шаха. Затем он вел длительную затяжную войну с 1339 по 1352 год против султана Ала-ад-Дина Али-шаха (1338—1342) из Лакхнаути и султана Ихтияр-ад-Дина Гази-шаха (1349—1352) из Сонаргаона . Ильяс-шах вышел победителем после завоевания Лакхнаути и Сонаргаона. Затем он провозгласил создание нового государства, Бенгальского султаната, со столицей в Лакхнаути в 1352 году. Этот район был бывшей столицей древних индуистских государств Гаудадеша и Пала. Он построил свою столицу неподалеку города Пандуа.

## Правление
Ильяс-шах эгалитарно относился к своим подданным. Его администрация была известна своей доброжелательностью, равенством, а также принятием в свой состав членов из различных религиозных, кастовых, социальных и этнических общин. Ильяс-шах также основал город Хаджипур. Он стандартизировал народ Бенгалии под знаменем одной политико-социальной и языковой платформы, включающей в себя бенгальский язык. Регион принимал иммигрантов со всего мусульманского мира, в том числе северных индейцев, тюрок, абиссинцев, арабов и персов.

## Военные кампании
В начале своего правления Ильяс-шах совершил первый поход мусульманской армии в Непал, где он занял район Тирута и прошел через равнины Терай в долину Катманду. Его армия разграбила храм Сваямбунатха, вернувшись в Бенгалию с обильной добычей. Затем Ильяс-шах вторгся в Ориссу, которой правил Бханудева II из династии Восточных Гангов. Затем он разграбил Джаджпур, Каттак и добрался до озера Чилика в Ориссе. Он также возглавил успешную кампанию против королевства Камарупа в современном Ассаме.
В ноябре 1353 года делийский султан Фируз-шах Туглак (1351—1388) начал вторжение в Бенгалию. Его армия заняла город Пандуа. Ильяс-шах и его войско отступили к крепости Экдала. Делийский султан осаждал крепость в течение двух месяцев. Затем войска делийского султана начали отступление. Ильяс-шах начал преследовать армию делийского султана и дошел до Варанаси. Делийская армия яростно отбивалась. Фируз-шах вернулся в Дели в 1355 году. Ильяс-шах восстановил контроль над Бенгалией, и его владения простирались до реки Коси.
Масштабы походов Ильяса-шаха, в том числе его завоевание крупных индийских культурных центров, считались «покоряющими мир» в контексте средневековой Индии. Это привело к тому, что он называл себя "вторым Александром ".